# Mindörökké szerelem (teleregény)
A Mindörökké szerelem (eredeti cím: Mañana es para siempre) 2008 és 2009 között vetített mexikói telenovella, amelyet Mauricio Navas és Guillermo Restrepo alkotott. A főbb szerepekben Lucero, Fernando Colunga, Silvia Navarro, Sergio Sendel és Rogelio Guerra.
Mexikóban 2008. október 20-án a Las Estrellas, Magyarországon az RTL Klub 2010. november 15-én mutatta be.

## Történet
Gonzalo Elizalde (Rogelio Guerra) egy gazdag ember, aki a Grupo Lactos tejipari cég feje, birtokán pedig lótenyésztéssel is foglalkozik. 
Feleségével, Monserrattal (Erika Buenfil) öt gyereket nevelnek: Anibalt (ő a legidősebb, és nagyon anyagias), Camillót, aki goromba és felsőbbrendűnek hiszi magát mindenki másnál, Lilianát, aki épp lázadó rocker korszakát éli, és edesanyaval folyton veszekednek, Santiagót, aki igazi művészlélek, festőnek készül, és a legfiatalabb Fernandát, akivel úgy néz ki, minden rendben van.
Egy titokzatos idegen, Artemio Bravo (Rogelio Guerra), akit jó sokáig csak a sötétben látunk, és csak a hangját halljuk, Gonzalót akarja tönkretenni. Célja kivitelezéséhez kiképez egy nőt, Rebecca Sánchezt (Lucero), akinek a következő feladatokat adja: 1. Férközzön a család bizalmába. 2. A Grupo Lactosnál minél hamarabb vezető beosztásba kerüljön. 3. Ölje meg Monserratot és legyen Gonzalo felesége. 4. Soledad Cruzt (María Rojo) aki a házvezetőnő, és egyben a gyerekek nevelője is, félemlítse meg és távolítsa el, mert ő az egyetlen, aki tud a létezéséről.
5. Ha az előzőek mind teljesültek, akkor vigye csődbe a céget és taszítsa nyomorba az Elizalde családot.
Rebecca jelentkezik is Gonzalónál kitűnő ajánlásokkal és pályafutással, Bárbara Greco álnéven. Gonzalo természetesen azonnal alkalmazza őt, és rögtön a jobb keze lesz. Mivel Fernanda épp elsőáldozásra készül, Bárbara első feladata az, hogy szervezze meg az ünnepséget. Ennek eleget téve, rögtön elnyeri Monserrat bizalmát is. Viszont a konyhába belépve, azonnal összetűzésbe kerül Soledaddal, és rájön, el kell távolítani a nőt a házból. És mivel a gyerekekkel is lekezelően bánik, akik itt a birtokon élnek, a Hiéna nevet aggatják rá.
Fernanda nem igazán készül az elsőáldozására, ahogyan anyja szeretné, helyette inkább Eduardóval, Soledad fiával foglalkozik. Gyerekszerelem szövődik közöttük, de tudják, a köztük lévő társadalmi különbségek miatt ezt nem volna szabad érezniük egymást iránt. Az egyik istállóban épp csókolóznak egymással, amikor Bárbara rajtakapja őket. És ez kitűnő alkalom, hogy bepanaszolja őket Gonzalónál és Soledadon is bosszút álljon, mert szembeszállt vele. Emiatt a csókjelenet miatt Soledad kénytelen bentlakásos iskolába küldeni fiát. És ezzel elválasztja őket egymástól.
Liliana, akiben Bárbara nem tud jó benyomást kelteni, egyszer kihallgatja a telefonbeszélgetését, amint Artemio azt adja utasításba, ölje meg az anyját. Azonnal el akarja mondani apjának, mit hallott, de Bárbara észreveszi őt, és drogot csempész a lány szobájába. Majd átmegy Monserrat szobájába, aki éppen asztmarohamát kezeli az ágyon fekve, és egy párnával megfojtja őt. Majd úgy állítja be, mintha Liliana tette volna a drogok hatása alatt. Gonzalo a bizonyítékok miatt nem hisz lányának, miszerint nem ő volt, hanem Bárbara, és mivel hisztis rohamot kap. Úgy dönt, egy idegszanatóriumba küldi lányát Bárbara javaslatára, ahol jobb helye lesz, mintha börtönben sínylődne.
Sok év telik el, ez idő alatt a gyerekek felnőttek, Gonzalo feleségül vette Bárbarát, Soledad a házában betegeskedik. Fernanda (Silvia Navarro) lediplomázott és apja a cégnél adott neki állást. Edurado (Fernando Colunga) úgyszintén lediplomázott. Sok levelet küldtek egymásnak, amik nem értek célba, mert Soledad elrejtette őket. Így Fernanda azt hiszi, Eduardo elfelejtette őt, és épp jegyben jár Damián Gallardóval. Eduardo amint megtudja, hogy anyja beteg, hazajön. Épp azon az úton gyalogol, ahol Fernanda autóval igyekszik Soledadhoz és lefröcsköli őt. Fernanda kárpótlásul felajánlja, elviszi őt, ahova akarja. Egyikük sem ismeri fel a másikat, de mivel a lányt épp telefonon hívják az esküvője szervezése miatt, Eduardo megtudja, ki ő. Csalódottan veszi tudomásul, hogy Fernanda elfelejtette őt, és ezért amikor a lány megkérdezi a nevét, nem mond semmit, csak eltűnik.
Eduardo csak a legjobb barátja, Jacinto (Alejandro Ruiz) előtt fedi fel magát. Anyja még utolsó erejével elmeséli neki, mi történt az évek alatt. Eduardo bosszút esküszik a Hiéna és az Elizalde család ellen. Még egy ember előtt felfedi magát, mégpedig Liliana (Dominika Paleta) előtt a szanatóriumban, de Liliana is felismeri, mert a szemei és a tekintete nem változott az évek során. Edurado bosszúját Franco Santoro
álnéven kezdi el. Egy álajánlattal Anibal és Gonzalo bizalmába férkőzik. A bosszú második lépése Fernanda házasságának tönkretétele.
Franco Santoro rendet tesz Obregón klinikáján, ahol Liliánát tartják. Többé nem gyógyszerezik a lányt. Később szövetséget köt Barbarával és megismeri a fő gonoszt, Artemio Bravót. Fernanda beleszeret a jóképű és segítő Franco Santoróba, de a románcuk nem alakul megfelelőképpen. Bár Fernanda elválik a férjétől, de Franco megígérte Erikának hogy feleségül veszi. Erika rájön, hogy a férfi, akit szeret és a legjobb barátnője szerelmesek egymásba, így nem megy hozzá Francóhoz. Eduardo leleplezi magát Artemio előtt, Liliánát visszaszerzik, ám később Artemio Bravo lelöveti Eduardo Juárezt. Túléli, de elutazik. De nem tudnak egymás nélkül élni a szerelmesek, így Eduardo visszatér és összeházasodik Fernanda Elizaldével. 

## Szereplők
| Színész               | Szereplő                                | Magyar hang        |
| --------------------- | --------------------------------------- | ------------------ |
| Lucero                | Rebecca Sánchez Bárbara "A Hiéna" Greco | Bertalan Ágnes     |
| Silvia Navarro        | Fernanda Elizalde Rivera                | Zakariás Éva       |
| Fernando Colunga      | Eduardo Juárez Cruz Franco Santoro      | Lux Ádám           |
| Sergio Sendel         | Damián Gallardo                         | Jakab Csaba        |
| Rogelio Guerra        | Gonzalo Elizalde                        | Várkonyi András    |
| Rogelio Guerra        | Artemio Bravo                           | Kajtár Róbert      |
| Guillermo Capetillo   | Aníbal Elizalde-Rivera                  | Láng Balázs        |
| Dominika Paleta       | Liliana Elizalde-Rivera                 | Mezei Kitty        |
| Mario Iván Martínez   | Steve Norton                            | Sörös Miklós       |
| Roberto Palazuelos    | Camilo Elizalde-Rivera                  | Renácz Zoltán      |
| Arleth Terán          | Priscila Alvear de Elizalde             | Martin Adél        |
| Marisol del Olmo      | Erika Astorga                           | Kerekes Andrea     |
| Carlos de la Mota     | Santiago Elizalde-Rivera                | Pálmai Szabolcs    |
| Alejandro Ruiz        | Jacinto Cordero                         | Tóth Roland        |
| Aleida Núñez          | Gardenia Campillo                       | Sági Tímea         |
| Dacia Arcaráz         | Margarita Campillo                      | Koncz-Kiss Anikó   |
| Jaime Garza           | Silvestre Tinoco                        | ?                  |
| Luis Bayardo          | Ciro Palafox                            | Csuha Lajos        |
| Fabián Robles         | Vladimir Piñeiro                        | ?                  |
| Ricardo Silva         | Dr. Plutarco Obregón                    | ?                  |
| Tania Vázquez         | Venus García                            | Sallai Nóra        |
| Mariana Ríos          | Martina Tinoco                          | Törtei Tünde       |
| Claudia Ortega        | Flor "Florecita" Campillo               | Csampisz Ildikó    |
| Ariadne Díaz          | Aurora Artemisa Sánchez                 | Bogdányi Titanilla |
| Luis Gimeno           | Bosco Atya                              | Várday Zoltán      |
| María Rojo            | Soledad Cruz                            | Illyés Mari        |
| Jacqueline Arroyo     | Tomasa                                  | ?                  |
| Janet Ruiz            | Adolfina                                | ?                  |
| Benjamín Rivero       | Lucio Bermejo                           | ?                  |
| Ofelia Cano           | Dolores «Dolly» de Astorga              | Molnár Zsuzsa      |
| Humberto Elizondo     | Agustín Astorga                         | Faragó András      |
| Yolanda Ciani         | Úrsula Roa de Gallardo                  | ?                  |
| María Prado           | Dominga Ojeda                           | Némedi Mari        |
| Adriana Rojo          | Tisztelendő anya                        | ?                  |
| Erika Buenfil         | Monserrat Rivera de Elizalde            | Menszátor Magdolna |
| Carlos Cámara Jr.     | Jacobo Roa                              | ?                  |
| Rafael Novoa          | Miguel Lascuraín                        | Sótonyi Gábor      |
| Edith Márquez         | Julieta Sotomayor                       | ?                  |
| Hilda Aguirre         | Graciela Palafox                        | Papp Györgyi       |
| Rafael del Villar     | Simón Palafox                           | ?                  |
| Adalberto Parra       | René Manzanares                         | Imre István        |
| Mariana Seoane        | Chelsy                                  | ?                  |
| Salvador Ibarra       | Dr. Carlos Rey                          | ?                  |
| David Rencoret        | Lozoya Parancsnok                       | Orosz István       |
| Enrique Lizalde       | Bíró                                    | Szokolay Ottó      |
| Ignacio López Tarso   | Isaac Newton Barrera                    | Szokolay Ottó      |
| Pedro Weber Chatanuga | Tobías                                  | ?                  |
| Juan Carlos Casasola  | Graciano                                | ?                  |
| Julio Camejo          | Herminio                                | ?                  |
| Violeta Puga          | Gyerek Fernanda                         | Pekár Adrienn      |
| Omar Yubeili          | Gyerek Eduardo                          | Czető Ádám         |
| Nancy Treviño         | Fiatal Liliana                          | Mezei Kitty        |
| Brayam Alejandro      | Gyerek Jacinto                          | Berkes Bence       |
| Alberich Bormann      | Fiatal Anibal                           | Joó Gábor          |
| Angel Mar             | Fiatal Camilo                           | Császár András     |

## DVD kiadás
A sorozat 2010. május 4-én DVD-n is megjelent, rövidített verzióban. Jellemzők:
- Formátum: színes, teljes képernyő, feliratos, NTSC
- Nyelv: spanyol
- Felirat: angol
- Régiókód: 1
- Képméretarány: 1.33:1
- Lemezek száma: 4
- Kiadás dátuma: 2010. május 4.
- Játékidő: 815 perc
- Extrák:
  - Interaktív menük
  - Fejezetek

## Korábbi verzió
- A 2007-2008 között készült Pura Sangre kolumbiai telenovella, Herney Luna rendezésében. Főszereplők: Rafael Novoa, Marcela Mar és Kathy Sáenz.

## Díjak és jelölések

### TVyNovelas-díj2010
| Kategória                      | Személy                | Eredmény |
| ------------------------------ | ---------------------- | -------- |
| Legjobb telenovela             | Nicandro Díaz González | Jelölés  |
| Legjobb női főszereplő         | Lucero                 | Jelölés  |
| Legjobb férfi főszereplő       | Fernando Colunga       | Jelölés  |
| Legjobb férfi főgonosz         | Rogelio Guerra         | Jelölés  |
| Legjobb mellékszereplő         | Mario Iván Martínez    | Jelölés  |
| Legjobb férfi főmellékszereplő | Luis Gimeno            | Nyertes  |
| Legjobb főcímdal               | Alejandro Fernández    | Jelölés  |

### People en Español-díj 2009
| Kategória               | Személy                         | Eredmény |
| ----------------------- | ------------------------------- | -------- |
| Legjobb női főgonosz    | Lucero                          | Nyertes  |
| Legjobb színésznő       | Silvia Navarro                  | Jelölés  |
| Legjobb színész         | Fernando Colunga                | Nyertes  |
| Legjobb női felfedezett | Silvia Navarro                  | Nyertes  |
| Legjobb páros           | Silvia Navarro Fernando Colunga | Nyertes  |

## Szinkronstáb
- Főcím, stáblista felolvasása: Korbuly Péter
- Magyar szöveg: Balázs Csilla, Seres Bernadett, Dobosi Éva, Tóth Enikő
- Hangmérnök: Hidvégi Csaba
- Rendezőasszisztens: Szász Andrea
- Vágó: Horváth István
- Gyártásvezető: Rába Ildikó
- Szinkronrendező: Ullmann Gábor
- Producer: Kovács Zsolt
- Szinkronstúdió: Szinkron Systems
- Megrendelő: RTL Klub